# ジョージ・H・スミス
ジョージ・H・スミス（George Henry Smith、1922年10月27日 - 1996年5月22日）は、アメリカ合衆国のSF作家。
アメリカ合衆国ミシシッピ州ビッグスバーグ生まれ。カリフォルニア州で育ち、南カリフォルニア大学を卒業した。ダイアナ・サマーズ (Diana Summers) など多くのペンネームでロマンス小説など100編以上の作品を執筆している。
日本語訳された作品には、異次元の地球である惑星アヌン (Annwn) を舞台にしたシリーズ第2作『第2次宇宙戦争』（H・G・ウェルズのSF小説『宇宙戦争』のパロディでもある）、および第3作『魔獣の棲む惑星』がある（シリーズ第1作 Kar Kaballa, King of the Gogs （1969年）は未訳）。

## 日本語訳された作品
- 第2次宇宙戦争 (Second War of the Worlds) （1978年、久保書店SFノベルズ、訳：杉山啓二郎）
- 魔獣の棲む惑星 (The Island Snatchers) （1978年、久保書店SFノベルズ、訳：杉山啓二郎）